# داکیه
داکیه یا داسی (به فرانسوی: Dacie) سرزمین داس‌ها بود. داکیه از جنوب تقریباً محدود به رود دانوب، از شرق به دریای سیاه بود. کوه‌های کارپات در میانهٔ داکیه واقع‌بود. داکیهٔ باستان با حدود فعلی رومانی، مولداوی و بخش‌هایی از اوکرائین، صربستان، بلغارستان و مجارستان تطابق دارد. داس‌ها دارای دولتی پادشاهی بودند که از ۸۲ (پیش از میلاد) تا ۱۰۶ (میلادی) که امپراتوری روم بر پایتخت آن -سارمیزه‌گتوسا- دست‌یافت، دوام داشت.